# Гавраил Панчев
Гавраил Ненчев Панчев е български изследовател, публицист и общественик.

## Биография
Роден е на 15 октомври 1954 г. в Стамболийски. През 1982 г. завършва Българска филология в Пловдивския университет. От 1983 г. до 1991 г. е последователно преподавател и заместник-директор в СОУ „Отец Паисий“ в родния си град. След 1991 г. работи в сферата на образованието и културата в град Пловдив. От 2000 до 2002 г. е директор на фондация „Европейски месец на културата“ – Пловдив. През 1996 г. е включен в енциклопедия „Кой кой е в българската култура“.
През годините след 10 ноември 1989 г. е автор на множество статии в националния печат (в-к „Демокрация“, сп. „Философски алтернативи“, в. „Литературен форум“, сп. „Демократически преглед“, в-к „Марица“ и др.).
Един от основните му трудове е „Алеко Константинов. Биография в три тома“, която разработва в продължения на 15 години. Последният том от биографията излиза в края на 2008 г.
Умира на 2 април 2020 г. в Пловдив.

## Творчество

### Отвъд реалността и утопията
Текстовете в сборника са публикувани в периода 1992 г. – 2018 г. и предлагат философски и лингвистичен поглед върху теми като език, образование, революция, идеологии, метафизика.
Тема на сборника са опозиции като просвещенски идеал – диплома, истина – интерпретация, външен – вътрешен плурализъм и др. Писани в годините на прехода, текстовете поставят тези опозиции в чисто български дискурс като предлагат нов анализ на проблеми, вълнуващи и определящи нашето общество като авторитаризъм, корупция, досиета, демокрация.

### Алеко Константинов. Биография в три тома
Първи том
Биографията пространно изследва и коментира живота на Алеко Константинов в широк контекст – историята на Свищов, рода и семейството на автора и връзката му с християнската религия; книгата възстановява историята на Априловската гимназия в гр. Габрово, във връзка с учението му в Русия е коментирана политическата, икономическата, идеологическата и образователна история на Русия в този период.
Втори том
Вторият том обхваща творческата и обществено-политическата дейност на Алеко Константинов след 1885 г. до 1897 г: неговото отношение към правото, адвокатската работа и специален коментар на хабилитационния му труд при опита да кандидатства за доцент на Софийския университет, пътеписите му и фейлетоните му. Основно място е отделено за съвременна интерпретация на „Бай Ганю. Невероятни разкази за един съвременен българин“.
Трети том
Третият том от биографията е изцяло посветен на убийството на А. Константинов на 11 май 1897 г. Описани и коментирани са различни интерпретации: Политическото убийство: единствената досега версия за покушението срещу Алеко; Разбойническото убийство: това е тезата на управляващата Народна партия, изразена по страниците на в. „Мир“ и в. „Прогрес“; Магическото убийство;. Синкретичното убийство. Специално и обстойно е описана, изследвана и коментирана правната страна на убийството с помощта на всички нормативни (законови) документи и актове на Народното събрание, актуални към 1897 г. и използвани по време на процеса в Т. Пазарджик от есента на същата година.